# Instituto Nacional de Estatística (Argélia)
O Instituto Nacional de Estatísticas (em francês: Office national des statistiques; em árabe: الديوان الوطني للإحصائيات ) é o orgão oficial de estatísticas da Argélia, criado em 1964. Ele tem o status de uma instituição da administração pública.